# NNN昼のニュース
『NNN昼のニュース』（エヌエヌエヌ ひるのニュース）は、日本テレビをはじめとするNNN系列で1974年4月1日から1996年3月31日までにかけて放送されていたお昼のニュース番組である。

## オープニング
- 初代（1974.4 - 1982.3）3本のNNNの列がうねりながら、NNNが一瞬光って、タイトル。最後にうねりが止まり、NNNのロゴが出る。

以上ここまでのオープニングテーマは黛敏郎作曲「NNNニュースのテーマ」。
- 2代目（1982.4 - 1991.9）まず画面中央部が一瞬光ったあと、たくさんのNが放射状に放たれ、タイトル（背景は群青色）。赤いNNNの真ん中のNが残り、立体的になり回転し、最後は背景の色が暗い青に変わる。（オープニングは「NNN朝のニュース」や「NNN日曜夕刊」と共通。ここからそれまでの黛敏郎作曲のテーマ曲に代わって、「NNN JUST NEWS」と同じ三枝成彰作曲のテーマ曲になる。北日本放送では『KNBニュース NNN』としてタイトル・テーマ曲が別のものに差し替えられていた。ちなみにこの番組の後の11時40分に放送されるローカルニュースは関東では1990年代初頭まで「NTVニュース」の題で放送されていた。こちらのテーマ曲は1974年4月～1982年3月まで使われたものが引き続き使用されている。
- 3代目（1991.10 - 1995.10）当日のニュース映像や天気カメラをバックに、最初は中央に金色の輪のようなものが出て、中央から三つの緑のNが飛び出て、その輪が集まり、分解されると共に「昼のニュース」の文字になり、最後に、先に「昼のニュース」が右斜めに表れ、次に「NNN」の部分が手前から奥へと現れ「NNN昼のニュース」のロゴが完成。テーマ曲はシンセサイザーをベースにしたテクノポップ調でテンポは少し速め。
- 4代目（1995.10 - 1996.3）当日のニュース映像や天気カメラをバックに、球体状に回転する世界地図へ向かって飛来した3つの銀色のNが押し出されるようにフレームアウト。画面奥から「昼の」が書かれた立方体が現れ、さらに画面右から「NNN」「ニュース」が現れて「NNN昼のニュース」のロゴが完成。

## メインキャスター
1987年3月頃までアナウンサーのテロップは「〇〇アナウンサー」だった。以後は敬称略となった。
| 1974.4.1 | 1980.3.30 | （シフト勤務）                | （シフト勤務）                | （シフト勤務） |
| 1980.3.31 | 1986.3.30 | （シフト勤務）                | （シフト勤務）                | 本多当一郎1    |
| 1986.3.31 | 1988.4.3  | 竹内公一                      | 竹内公一                      | 本多当一郎1    |
| 1988.4.4 | 1990.4.1  | 小林完吾                      | 小林完吾                      | 芦沢俊美1      |
| 1990.4.2 | 1991.9.29 | （シフト勤務）                | 芦沢俊美                      | 芦沢俊美       |
| 1991.9.30 | 1993.4.4  | （シフト勤務）                | （シフト勤務）                | （シフト勤務） |
| 1993.4.5 | 1994.4.3  | 松永二三男3 女性アナウンサー4 | 松永二三男3 女性アナウンサー4 | （シフト勤務） |
| 1994.4.4 | 1996.3.31 | 松永二三男3 女性アナウンサー4 | 松永二三男3 女性アナウンサー4 | 後藤俊哉5      |
| - 1 同日夕方のニュースを兼務。 - 2 『NNNきょうの出来事』を兼務。 - 3 『NNNニュースダッシュ』も続投。 - 4 シフト勤務。 - 5 『NNN朝のニュース』を兼務。 |           |                               |                               |                |

### シフト勤務のアナウンサー
- 1970年代～1986年3月 - 小林完吾、清水一郎、久保晴生、本多当一郎、竹内公一、芦沢俊美  ほか
- 1990年4月～1994年4月 - 芦沢俊美、荻原弘子、今井伊左男、白岩裕之、小倉淳、若林健治、後藤俊哉 ほか

レギュラー担当の小林・芦沢が不在の時は荻原、今井、若林らが担当していた。

## 放送時間の変遷
※全て月曜から土曜の放送時間を記す。
| 期間     | 期間      | 放送時間（JST）       | 備考                                |
| -------- | --------- | --------------------- | ----------------------------------- |
| 1974.4.1 | 1989.4.2  | 11:30 - 11:40（10分） |                                     |
| 1989.4.3 | 1993.4.4  | 11:30 - 11:45（15分） | 11:40からのローカルニュースを内包。 |
| 1993.4.5 | 1996.3.31 | 11:30 - 11:50（20分） | 11:45からの天気予報を内包。         |

補足
- 日曜は当初12:00 - 12:15、1982年4月より11:45 - 12:00、1986年1月より11:30 - 11:45、1993年10月以降は11:30 - 11:40までの放送。
- 記述は日本テレビでの放送時間。系列局の中にはローカルニュースを独立して放送していた放送局がある。
- また、タイトルを改題しローカルニュースを内包して放送した局もある（札幌テレビでは『STVニューススタジオ』、テレビ信州では『TSBニュース NNN』、北日本放送では『KNBニュース NNN』、読売テレビでは『NNNよみうりニュース』、鹿児島読売テレビでは『KYT昼のニュース NNN』にそれぞれ改題）。

## ネットしていた局
略称・系列は終了時点のもの。○は『ANNニュース』（1975年4月から1993年3月までは『ANNニュースライナー』）を連続放送していた局。
| 放送対象地域            | 放送局                    | 系列    | 備考 |
| ----------------------- | ------------------------- | ------- | --- |
| 関東広域圏              | 日本テレビ（NTV）         | NNN     | 基幹・制作局 |
| 北海道                  | 札幌テレビ（STV）         | NNN     | |
| 青森県                  | 青森放送（RAB）           | NNN     | ○（1977年4月2日から1991年9月30日まで） 1975年3月31日から1991年9月30日までANNとのクロスネット局                              |
| 岩手県                  | テレビ岩手（TVI）         | NNN     | ○（1980年3月31日まで） 1980年3月31日までANNとのクロスネット局                                                               |
| 宮城県                  | ミヤギテレビ（MMT）       | NNN     | ○（1975年9月30日まで） 1975年9月30日までANNとのクロスネット局                                                               |
| 秋田県                  | 秋田放送（ABS）           | NNN     | 1979年3月5日から1992年9月30日までJNNへの番販参加局                                                                          |
| 山形県                  | 山形放送（YBC）           | NNN     | ○（1980年4月1日から1993年3月31日まで） 1980年4月1日から1993年3月31日までANNとのクロスネット局                               |
| 福島県                  | 福島中央テレビ（FCT）     | NNN     | 1981年10月1日から |
| 山梨県                  | 山梨放送（YBS）           | NNN     | |
| 新潟県                  | テレビ新潟（TNN）         | NNN     | 1981年4月1日開局から |
| 長野県                  | テレビ信州（TSB）         | NNN     | 1991年4月1日から |
| 静岡県                  | 静岡第一テレビ（SDT）     | NNN     | 1979年7月1日開局から |
| 富山県                  | 北日本放送（KNB）         | NNN     | |
| 石川県                  | テレビ金沢（KTK）         | NNN     | 1990年4月1日開局から |
| 福井県                  | 福井放送（FBC）           | NNN/ANN | ○1989年4月1日からANNとのクロスネット局                                                                                      |
| 中京広域圏              | 中京テレビ（CTV）         | NNN     | |
| 近畿広域圏              | 読売テレビ（YTV）         | NNN     | |
| 鳥取県・島根県          | 日本海テレビ（NKT）       | NNN     | ○（1989年9月30日まで） 1989年9月30日までANNへの番販参加局                                                                   |
| 広島県                  | 広島テレビ（HTV）         | NNN     | 1975年9月30日までFNNとのクロスネット局                                                                                      |
| 山口県                  | 山口放送（KRY）           | NNN     | ○（1978年10月2日から1993年9月30日まで） 1978年10月1日から1993年9月30日までANNとのクロスネット局                             |
| 徳島県                  | 四国放送（JRT）           | NNN     | |
| 香川県 ↓ 香川県・岡山県 | 西日本放送（RNC）         | NNN     | 1979年3月31日までは香川県のみ放送対象地域 翌4月1日以降は岡山県も放送対象地域に （取材はそれ以前から両県を対象に行っている） |
| 愛媛県                  | 南海放送（RNB）           | NNN     | 1992年9月30日までJNNへの番販参加局                                                                                          |
| 高知県                  | 高知放送（RKC）           | NNN     | |
| 福岡県                  | 福岡放送（FBS）           | NNN     | |
| 長崎県                  | テレビ長崎（KTN）         | FNN/NNN | 1990年9月30日まで |
| 長崎県                  | 長崎国際テレビ（NIB）     | NNN     | 1991年4月1日開局から |
| 熊本県                  | くまもと県民テレビ（KKT） | NNN     | 1982年4月1日開局から |
| 鹿児島県                | 鹿児島テレビ（KTS）       | NNN/FNN | 1985年4月1日から1994年3月31日まで                                                                                           |
| 鹿児島県                | 鹿児島読売テレビ（KYT）   | NNN     | 1994年4月1日開局から |

### ローカルニュースを内包、またはタイトルを改題していた局
- 札幌テレビ - 『STVニューススタジオ』→『STVニュースTodayプラザ（→STVニュースプラザ）』（1987年10月 - 1996年3月）
- 秋田放送 - 『ABS昼のニュース』
- 山形放送 - 『YBC昼のニュース』
- テレビ信州 - 『TSBニュース NNN』
- テレビ新潟 - 『にいがたTODAY（→TNNニュースタワー）』
- 北日本放送 - 『KNBニュース NNN』（1982年4月以降は別のテーマ曲に差し替え、『NNN朝のニュース』も同様）
- テレビ金沢 - 『テレビ金沢昼Nワイド』（1993年4月以降）
- よみうりテレビ - 『NNNよみうりニュース』（1988年8月の本社移転後はタイトル・テーマ曲とも差し替え）
- 広島テレビ - 『NNN昼のニュースひろしま』
- 長崎国際テレビ - 『NIB昼のニュース』
- 鹿児島テレビ - 『KTSニュース』
- 鹿児島読売テレビ - 『KYT昼のニュース NNN』

### ネット局について
- 日本テレビにおいては松坂屋上野・銀座店の2店舗共同提供名義の1社協賛番組であった。
- 日本テレビ系列とテレビ朝日系列とのクロスネット局は11:30〜「昼のニュース」、11:40〜ローカルニュース、11:45〜『ANNニュースライナー』というパターンであった（福井放送では現在もほぼこのスタイルで放送している）。
- その一方で、NNNに参加していながら、1981年9月までの福島中央テレビ（ANNとのクロスネット）、1981年3月までの新潟総合テレビ（現・NST新潟総合テレビ、FNN・ANNとのクロスネット）、1991年3月までのテレビ信州（ANNとのクロスネット）、1978年7月から1979年6月までの静岡けんみんテレビ（現・静岡朝日テレビ、ANNとのクロスネット）、1982年3月までのテレビ熊本（FNN・ANNとのクロスネット）、1985年3月までの鹿児島テレビ（FNNとのクロスネット）、及びテレビ大分（FNNとのクロスネット）、テレビ宮崎（FNN・ANNとのクロスネット）では放送されなかったが福島県内・新潟県内・長野県内・静岡県内・熊本県内・大分県内・宮崎県内・鹿児島県内で重大事故・ニュースが発生した場合は裏送りで対応していた。福島中央テレビのクロスネット時代は本来の時間帯に『FCTニュースロータリー』（『ANNニュースライナー』を内包）を放送していた。
- 札幌テレビや中京テレビなど一部系列局では、右下に局ロゴを表示していた。局ロゴではないが、広島テレビの場合は、4代目タイトルの末期から右下に「ひろしま」と入れ、『NNN昼のニュースひろしま』としていた。4代目については、タイトルに「ひろしま」と太ゴシック体で入ったものを製作して自社送出で差し替えていたが、5代目からは細ゴシック体でのテロップ表示での対応となり、『ニュースダッシュ』初期まで続いた。中京テレビでは、スポンサーがないときはスポンサークレジット部分で、NNN加盟局の地図テロップを出していた（「NNN朝のニュース」も同じ）。
- 山形放送では一時期、当番組やANNニュースライナー、そしてYBC社説放送を包含した、11時から1時間の「YBC昼のニュース」として放送していた時期もある。